# Andrzej z Wierzbna
Andrzej z Wierzbna (zm. 1283-1307) – marszałek książęcy na dworze księcia wrocławskiego Henryka IV Probusa.
Pochodził z rodu panów z Wierzbnej. Był wnukiem Stefana Starszego, kasztelana bolesławieckiego i niemczańskiego. Przypuszcza się, że ojcem Andrzeja był Stefan Młodszy. Andrzej pojawia się w dokumentach od 1272 roku. W latach 1282–1283 był określany jako marszałek książęcy. Był żonaty; w dokumencie z 1307 roku jest wspomniany folwark w Jeziersku (Jezierzysku), będący własnością wdowy po Andrzeju.